# Vaux-en-Amiénois
Vaux-en-Amiénois è un comune francese di 434 abitanti situato nel dipartimento della Somme nella regione dell'Alta Francia.

## Società

### Evoluzione demografica
Abitanti censiti